# Bleistiftrock

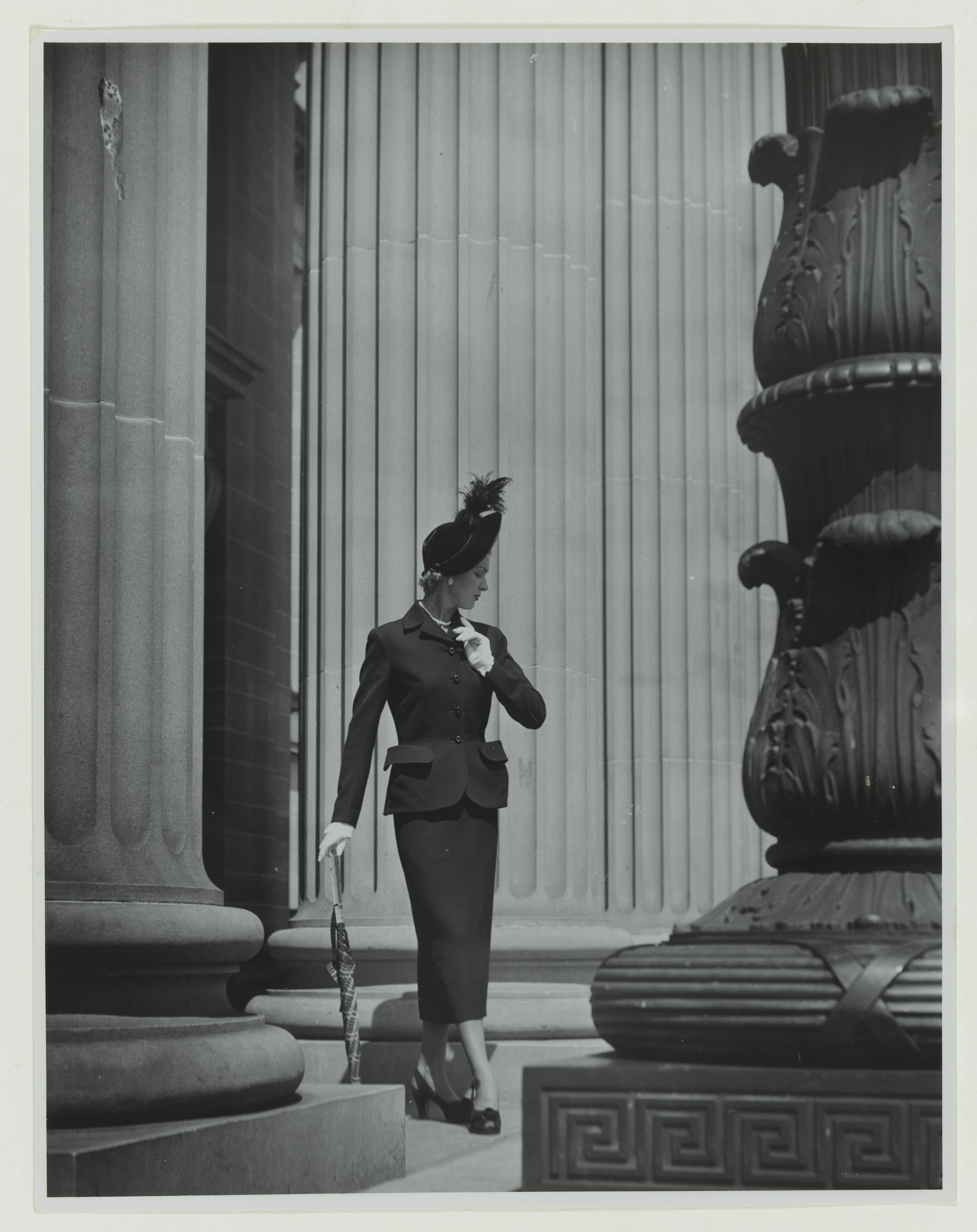
Christian Diors Bleistiftlinie, 1950

Ein Bleistiftrock ist ein körpernaher Rock mit geradem Schnitt. In der Regel ist der Saum knieumspielend und eng. Dementsprechend folgt der Name dem Schnitt: lang und dünn wie ein Bleistift.

## Geschichte
Nachdem enge Röcke bereits vielfach in westlicher Mode eine Rolle spielten, so etwa der Humpelrock, stellte Christian Dior 1948 seine Bleistiftlinie, auch Enge Linie genannt, vor. Ebenso wie der im Vorjahr vorgestellte New Look war das Oberteil enganliegend, die Taille mithilfe einer Guêpière schmal und die Schultern rund, aber der Rock war nun schmal und betonte durch Bundfalten oder starke Abnäher die Hüften. Der Dior-Schlitz ermöglichte eine gewisse Bewegungsfreiheit. Jacques Fath und andere Couturiers hatten bereits kurz nach 1945 schmale Röcke vorgeschlagen, allerdings noch mit breiten Schultern und Achselpolstern, wie sie für die Kriegsmode typisch waren. Die Enge Linie prägte noch bis Ende der 1950er Jahre die Alltags- und Abendmode.

## Trageeigenschaften und Verwendung

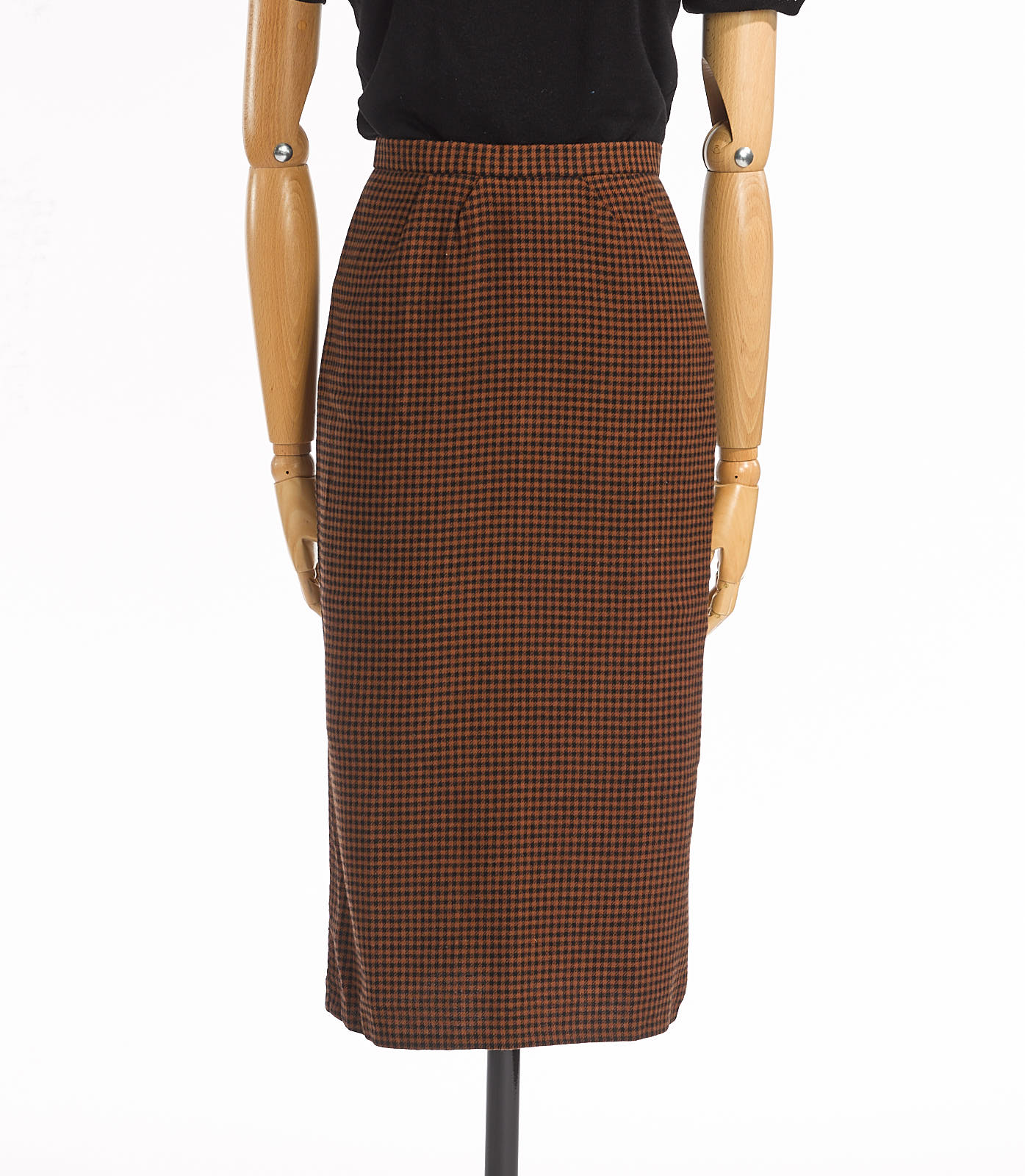
Bleistiftrock aus Wolle, ca. 1955–1965. Am Bund sind die Abnäher zur Betonung der Hüften zu erkennen. Antwerpen, ModeMuseum.

Der Bleistiftrock ist für gewöhnlich ein einzelnes Kleidungsstück oder Teil eines Kostüms. Die enge Form kann die Bewegung einschränken. Aus diesem Grund ist oft ein Schlitz in der Rückseite oder seltener an einer Seite eingearbeitet. Manchmal wird auch eine Falte verwendet, die den eingefügten keilförmige Stoffteilen eines Godetrocks ähnlich ist, um weniger Haut zu zeigen. 
Klassisch wird dieser Rock mit Stöckelschuhen und Feinstrümpfen getragen. Passend sind auch Nahtstrümpfe in Erinnerung an die klassische Bleistiftrockzeit der 1950er Jahre.